# Jolan Cox
Jolan Cox (ur. 12 lipca 1991 w Antwerpii) – belgijski siatkarz, grający na pozycji atakującego, reprezentant Belgii. 

## Sukcesy klubowe
Mistrzostwo Belgii:
- 2018, 2019
- 2021, 2023[3], 2024[4]
- 2022

## Nagrody indywidualne
- 2017: MVP i najlepszy punktujący ligi belgijskiej w sezonie 2016/2017